# Tom bildet sich
Tom bildet sich ist ein US-amerikanischer Zeichentrick-Kurzfilm von William Hanna und Joseph Barbera aus dem Jahr 1944.

## Handlung
Tom hat sich per Post das Sachbuch How to Catch a Mouse (dt. Wie man eine Maus fängt) schicken lassen und will sich nun Wissen für das Einfangen von Jerry anlesen. Dass Jerry sich schon zu Beginn direkt vor ihm niedergelassen hat, um mit im Buch zu schmökern, fällt Tom erst spät auf. Ein erster Fangversuch ist erfolglos. Weitere folgen: Das Fangen mit einer Mausefalle schlägt fehl, mit einer Schlinge ebenso und den Hinweis, dass neugierige Mäuse leichter zu fangen seien, kann Tom nicht adäquat umsetzen. Jedes Mal landet er am Ende in der Grube, die er Jerry graben wollte.
Dass in die Ecke getriebene Mäuse nicht kämpfen, wie im Buch behauptet, erweist sich als falsch, und auch das wissenschaftliche Aufspüren der Maus mit einem Stethoskop ist keine gute Idee, da Jerry prompt in das Bruststück schreit. Als Tom sich als großes Paket verkleidet, steckt Jerry zunächst prüfend Nadeln durch das Paket und sägt es dann an – Tom muss verarztet werden. Der letzte Versuch Toms besteht darin, Jerry durch eine Mausfrau zu verführen. Die ist zwar nur aufziehbar und wiederholt ständig den gleichen Satz „Come up and see me sometime.“, begeistert den Mausmann jedoch. Als Tom ihn endlich fressen will, verspeist er stattdessen die mechanische Mausdame und gibt nun ständig den gleichen Satz von sich. Das Buch außer Acht lassend will Tom Jerry schließlich mit einem Übermaß an Pyrotechnik in die Luft sprengen, wird dabei jedoch selbst getötet und schwebt als Katzenengel mit Harfe gen Himmel.

## Produktion
Tom bildet sich war der 17. Tom-und-Jerry-Trickfilm von Hanna und Barbera. Er kam am 23. November 1944 in Technicolor als Teil der MGM-Trickfilmserie Tom und Jerry in die Kinos.

## Auszeichnungen
Tom bildet sich gewann 1945 den Oscar in der Kategorie „Bester animierter Kurzfilm“. Bereits im Vorjahr hatte ein Tom-und-Jerry-Trickfilm, Tom spielt Feuerwerker, den Preis gewonnen. Mit Tom der Nachtwächter und Tom gibt ein Konzert wurden in den folgenden zwei Jahren weitere Tom-und-Jerry-Trickfilme mit dem Oscar der Kategorie ausgezeichnet.